# Expansiunea universului
Expansiunea metrică a Universului este creșterea distanței măsurate între două obiecte din Univers pe măsură ce timpul se schimbă. Este o expansiune intrinsecă prin care se modifică scara spațiului în sine. Universul nu se extinde „în” nimic și nu necesită spațiu pentru a exista „în afara” acestuia. Tehnic, nici spațiul, nici obiectele din spațiu nu se mișcă. În schimb, metrica care guvernează dimensiunea și geometria spațiu-timpului propriu-zis este cea care se modifică la scară. Este ca și cum obiectele nu se mișcă de la sine, spațiul „crește” într-un fel oarecare între ele. Deși lumina și obiectele din spațiu nu pot circula mai repede decât viteza luminii, această limitare nu restricționează metrica în sine. Pentru un observator, apare că spațiul se extinde și toate galaxiile, cu excepția celor mai apropiate, se îndepărtează.
În timpul epocii inflaționiste aproximativ 10−32 de secunde după Big Bang, universul s-a extins brusc, iar volumul său a crescut cu un factor de cel puțin 1078 (o expansiune a distanței cu un factor de cel puțin 1026 în fiecare dintre trei dimensiuni), echivalent cu extinderea unui obiect de 1 nanometru (10−9 metri, aproximativ jumătate din lățimea unei molecule de ADN) în lungime de aproximativ 10,6 ani-lumină (aproximativ 100.000.000.000.000 kilometri) lungime. O expansiune mult mai lentă și treptată a spațiului a continuat după aceasta, până când, la aproximativ 9,8 miliarde de ani de la Big Bang (acum 4 miliarde de ani), a început să se extindă treptat mai rapid și încă o face.
Extinderea metrică a spațiului este complet diferită de expansiunile și exploziile văzute în viața de zi cu zi. Pare, de asemenea, o proprietate a universului în ansamblu, mai degrabă decât un fenomen care se aplică doar unei părți a Universului sau poate fi observat din „exterior”.
Expansiunea metrică este o caracteristică cheie a cosmologiei Big Bang, este modelată matematic cu metrica Friedmann-Lemaître-Robertson-Walker și este o proprietate generică a Universului în care locuim. Cu toate acestea, modelul este valabil doar pe scări mari (aproximativ scara roiurilor de galaxii sau mai mare), deoarece atracția gravitațională leagă materia suficient de mult încât expansiunea metrică nu poate fi observată în acest moment, la o scară mai mică.
Fizicienii au postulat existența energiei întunecate, apărând ca o constantă cosmologică în cele mai simple modele gravitaționale, ca o modalitate de a explica accelerația. Conform celei mai simple extrapolări a modelului cosmologic favorizat în prezent, modelul Lambda-CDM, această accelerație devine mai dominantă în viitor. În iunie 2016, oamenii de știință ai NASA și ESA au raportat că Universul s-a extins cu 5% până la 9% mai repede decât s-a crezut anterior, pe baza studiilor care au folosit telescopul spațial Hubble.
Deși relativitatea restrânsă interzice ca obiectele să se miște mai repede decât lumina în raport cu un sistem local de referință în care spațiu-timp poate fi tratat ca plat și neschimbat, nu se aplică situațiilor în care curbura spațiu-timp sau evoluția în timp devin importante. Aceste situații sunt descrise de relativitatea generală, care permite creșterea mai rapidă a separației dintre două obiecte îndepărtate decât viteza luminii, deși definiția „separației” este diferită de cea utilizată într-un sistem inerțial. Acest lucru poate fi văzut atunci când observăm galaxii îndepărtate dincolo de raza Hubble (aproximativ 14,7 miliarde de ani-lumină); aceste galaxii au o viteză de îndepărtare mai rapidă decât viteza luminii. Lumina care se emite astăzi din galaxii dincolo de orizontul evenimentelor cosmologice, aproximativ 16 miliarde de ani-lumină, nu va ajunge niciodată la noi, deși încă putem vedea lumina pe care aceste galaxii au emis-o în trecut. Datorită vitezei mari de expansiune, este posibil ca distanța dintre două obiecte să fie mai mare decât valoarea calculată prin înmulțirea vitezei luminii cu vârsta Universului.

Aceste detalii reprezintă o sursă frecventă de confuzie printre amatori și chiar fizicieni profesioniști. Datorită naturii non-intuitive a subiectului și a ceea ce a fost descris de unii drept opțiuni „neglijente” de formulare, anumite descrieri ale extinderii metrice a spațiului și a concepțiilor greșite la care pot conduce astfel de descrieri, reprezintă o temă permanentă de discuții în cadrul educației și comunicarea conceptelor științifice.